# Rosenschütz
Rosenschütz är en svensk adlig släkt. Släkten adlades 1772 med Johan Henrik Schütz (f. 1763-08-30)
i anledning av Kungl Maj:ts nådiga resolution för faderns förtjänster. Rosenschütz introducerades 1785 på Riddarhuset under nr 2138.